# Introversion und Extraversion
Introversion (introvertiert) und Extraversion oder Extravertiertheit (fachsprachlich: extravertiert; standard-/umgangssprachlich: extrovertiert) sind zwei entgegengesetzte Pole einer Persönlichkeitseigenschaft, die durch eine unterschiedliche Interaktion mit der sozialen Umwelt charakterisiert wird. Den Begriffen nach bezeichnet Introversion eine nach innen gewandte Haltung, während Extraversion eine nach außen gewandte Haltung beschreibt, jeweils mit entsprechendem Verhalten verbunden.
Carl Gustav Jung hat dieses Merkmal zuerst im Rahmen seiner Typologie beschrieben; das Merkmal fand dann auch Eingang in andere Persönlichkeitstheorien, z. B. die von Eysenck oder das Fünf-Faktoren-Modell der Persönlichkeit.
Statt extravertiert wird (in Analogie zu introvertiert) oft der Ausdruck extrovertiert verwendet. Im Rechtschreibduden ist beides verzeichnet.

## Introversion
„Introversion“ ist der Gegenpol zu Extraversion. Introvertierte Charaktere wenden ihre Aufmerksamkeit und Energie stärker auf ihr Innenleben. In Gruppen neigen sie eher zum passiven Beobachten als zum Handeln und werden häufig als still, zurückhaltend und ruhig beschrieben. Introversion ist jedoch nicht gleichzusetzen mit Schüchternheit. So gibt es schüchterne extravertierte und nicht-schüchterne introvertierte Personen.
Ein markanter Unterschied zwischen introvertierten und extravertierten Personen ist, dass sich der Introvertierte nach längerer Dauer ohne Zeit für sich selbst im Gegensatz zum Extravertierten energielos und ausgesogen fühlt. Daher bevorzugen introvertiert geprägte Menschen oft eine ruhige Umgebung, wie z. B. die eigene Wohnung, Bibliotheken, Parks, Wälder etc. Oft nutzen Introvertierte auch ihre Wochenenden und ihre Freizeit, um sich zu erholen, indem sie je nach Möglichkeit so viel Zeit wie möglich allein oder mit engen Freunden und Bekannten verbringen. Dabei genießen sie, anders als von Außenstehenden häufig angenommen, diese Zeit, da sie sich nur auf diese Art effektiv erholen und nachdenken können. Während der COVID-19-Pandemie zeigte eine Untersuchung aus Leipzig, dass introvertierte Personen den Lockdown besser ertragen konnten.
Irrtümlicherweise werden Absagen von Partys, Ablehnungen von Verabredungen oder ein Ausbleiben von Kontaktaufnahme vom Bekannten- und Freundeskreis introvertierter Menschen in vielen Fällen so aufgefasst, als ob seitens des Introvertierten kein Interesse oder Gleichgültigkeit an der Freundschaft bzw. Bekanntschaft bestünde. Introvertierte streben genauso wie auch Extravertierte nach sozialen Kontakten, Freundschaften und Unternehmungen, jedoch nicht in solchem Umfang wie andere. So meiden Introvertierte meist überfüllte Partys und Veranstaltungen, verbringen dagegen aber gerne ein paar ruhige Stunden mit ihnen bereits vertrauten Freunden, solange die Gruppe nicht allzu groß ist.
Debrah L. Johnson von der University of Iowa zeigte mit Hilfe der Positronen-Emissions-Tomographie, dass introvertierte (und schüchterne) Menschen eine bessere Durchblutung und höhere Aktivitäten der Frontallappen und des vorderen Thalamus aufweisen, also Hirnregionen, die für Erinnerung, Problemlösung und Planung relevant sind, während Extravertierte erhöhte Aktivitäten in den Temporallappen, im hinteren Gyrus cinguli sowie im hinteren Thalamus zeigen, was für eine stärkere Inanspruchnahme durch sensorische Prozesse spricht. Introvertierte beziehen also mehr Informationen in die Problemlösung ein, Extravertierte denken und reagieren schneller.

## Extraversion
„Extraversion“ zeichnet sich durch eine nach außen gewandte Haltung aus. Extravertierte Charaktere empfinden den Austausch und das Handeln innerhalb sozialer Gruppen als anregend.
Typisch extravertierte Eigenschaften sind gesprächig, bestimmt, aktiv, energisch, dominant, enthusiastisch und abenteuerlustig.

## Geschichte
Die Begriffe Introversion und Extraversion wurden von C. G. Jung 1921 in die Persönlichkeitspsychologie eingeführt. Sie wurden von ihm als gegensätzliche Wesensarten der Wahrnehmung, des Denkens und Fühlens sowie der Intuition beschrieben, wonach die meisten Personen eher zu der einen oder der anderen Haltung neigen, wobei der Grad der Neigung sehr verschieden sein kann. Jung spricht z. B. von normal oder stark extravertiert bzw. introvertiert. Introversion bezeichnet in der Analytischen Psychologie die Hinwendung der psychischen Energie nach innen, also weg von der Außenwelt. Extravertiert war für Jung gleichbedeutend mit der Außenwelt zugewandt, introvertiert der Innenwelt zugewandt. Der Begriff „Außenwelt“ ist dabei sehr weit gefasst, er enthält so abstrakte Dinge wie naturwissenschaftliche Theorien.
Das Konzept der Introversion-Extraversion wurde danach von zahlreichen weiteren Persönlichkeitsforschern aufgegriffen und weiterentwickelt. Für Eysenck handelt es sich um ein Kontinuum, eine einheitliche Persönlichkeitsdimension statt um Gegensatzpaare. Eysencks Theorie führt Unterschiede auf eine unterschiedliche Erregbarkeit des Gehirns zurück – Extravertierte suchen mehr äußere Reize, weil es ihnen an inneren Reizen mangelt – Introvertierte können ihr optimales kortikales Erregungsniveau durch innere Reize aufrechterhalten.
Die Wurzeln der Gegenüberstellung gehen dabei weiter auf verschiedene Typenlehren zurück (z. B. Theophrastos von Eresos). Raymond Bernard Cattell, Joy Paul Guilford oder im deutschen Sprachraum Kurt Pawlik haben ebenfalls diese Dimension in ihren Theorien verwendet bzw. durch Testverfahren gemessen.
In aktuellen Modellen der Differentiellen Psychologie wird Introversion und Extraversion als einheitliche Dimension betrachtet. Mittels Persönlichkeitstests ist es hierbei möglich, die individuelle Position des Probanden auf entsprechenden Skalen zu ermitteln. Sie gehört unter anderem zu den Big Five, einem Fünf-Faktoren-Modell für die Hauptdimensionen der Persönlichkeit.

## Weiterentwicklungen
Die Skala aus Extraversion und Introversion ist Kernbestandteil des Fünf-Faktoren-Modells, das heute als Standardmodell zur Beschreibung von Persönlichkeitseigenschaften gilt.
Dort und in anderen Modellen werden Introversion und Extraversion als kontinuierliche Skala beschrieben. Demnach existiert ein Mittelbereich von nicht eindeutig extravertierten oder introvertierten Personen. Das durch diesen Mittelbereich beschriebene Phänomen wird gelegentlich als Ambiversion bezeichnet. Als ambivertiert gelten einerseits Personen mit gemäßigter Neigung; andererseits Personen mit stark wechselhaften introvertierten und extravertierten Neigungen. Für die letztgenannte Gruppe wurde eine Korrelation zur Persönlichkeitseigenschaft Neurotizismus beschrieben.
In Eysencks 3-Typen-Modell (PEN-Modell) bilden Introversion und Extraversion die Pole einer kontinuierlichen Skala, die zu den drei übergeordneten Persönlichkeits-Kategorien zählt. Demnach bestimmt die individuelle Erregungsschwelle des ARAS, wie viel Reiz-Input als angenehm empfunden wird. Die zugehörigen Eigenschaftszuschreibungen übernimmt er von der klassischen Temperamentenlehre. Introversion ist dabei dem melancholischen und phlegmatischen Bereich zugeordnet, mit Eigenschaftszuschreibungen wie reserviert, ungesellig, eher ruhig und passiv, sorgfältig, bedächtig, friedlich (phlegmatisch). Empirische Erkenntnisse Eysencks legen zudem nahe, introvertierte Personen als leicht konditionierbar zu betrachten, die gegenüber äußeren Reizen nur geringe reaktive Hemmungen aufweisen, also bereits durch schwache Reize leicht erregbar sind.
Im Myers-Briggs-Typenindikator und David Keirseys Publikationen werden Introversion und Extraversion unter Berufung auf Jungs Definitionen als bipolare, also zweigeteilte Dimension verwendet, bei der jeder Mensch entweder auf der introvertierten oder der extravertierten Seite liegt.
Doris Märtins 4-Typen-Modell (Intro-DNA) unterscheidet vier leise, introvertierte Verhaltensstile: die nachdenklichen „M-Intros“, die hochsensiblen „S-Intros“, die schüchternen „C-Intros“ und die tief in ihr Fachgebiet eintauchenden „N-Intros“.